# 霍米納
49°36′21″N 24°43′41″E / 49.60583°N 24.72806°E
霍米納（烏克蘭語：Хомина），是烏克蘭西部的村莊，隸屬利維夫州的利維夫區。該村始建於1800年，面積0.45平方公里，海拔高度386米，2001年人口108，人口密度每平方公里240人。